# انحنا (فیلم)
انحنا (به انگلیسی: Curvature) فیلمی محصول سال ۲۰۱۷ و به کارگردانی گابریل دیگو هالیویس است. در این فیلم بازیگرانی همچون لیندزی فونسکا، گلن مورشور، لیندا همیلتون، الکس لانیپکون و نوآ بین ایفای نقش کرده‌اند.